# Успение Богородично (Държаново)
Вижте пояснителната страница за други значения на Успение Богородично.
„Свето Успение Богородично“ е българска църква в заличеното пиринско село Държаново. Обявена е за паметник на културата.

## Архитектура
Църквата е построена в 1885 година. Като архитектура представлява каменна трикорабна псевдобазилика с открит трем на юг. Тя е дълга 13 метра, широка 7 метра и висока около 4,5 метра. Църквата има декоративна украса с апликирани дъсчени тавани. Централният кораб, аркадата и олтарът – апсидата и проскомидията, са изписани. Иконостасът е архитектоничен, резбован по царските двери и венчилката. Предполага се, че е изрисуван от зограф Лазар Аргиров, който е автор и на част от 23-те иконостасни икони. Негово дело са и декорациите по архиерейския трон и проскинитария.
До западната стена на църквата през 1908 година, по нареждане на Яне Сандански е построено българско училище. Това училище действа до 1919-1920 година, когато е разрушено и се изгражда ново училище в селото.